# Гдански споразумения
Гданските споразумения, наричани още Августовски споразумения (на полски: Porozumienia sierpniowe), са 4 споразумения, подписани през август 1980 г. от представители на ПОРП (водещата управляваща партия в ПНР) и стачните комитети, които залягат в основата на бъдещия профсъюз „Солидарност“.

## Предистория
През 1980 година става ясно, че противно на твърденията на официалната пропаганда икономическата ситуация в страната след реформите на Едвард Герек се влошава, а външният дълг нараства. На 1 юли същата година правителството повишава цените на месото. Тази мярка провокира избухването на поредица от стачки в различни полски градове. Протестите от 1980 г. се отличават по своята тактика – вместо да организират улични демонстрации, които лесно биват разпръснати от властите, работниците окупират своите работни места и настояват за преговори с представители на управляващата партия. За координиране на действията се създава Мждузаводски стачен комитет и се търси подкрепа от страна на Комитета за защита на работниците (KOR). С експертни съвети се включват водещи фигури от политическата опозиция като журналиста Тадеуш Мазовецки и специалиста по средновековна история Бронислав Геремек. Водеща роля изиграва Гданската корабостроителница „Ленин“. На 17 август стачният комитет, воден от електротехника Лех Валенса, публикува двадесет и едно изисквания. На първо място в тях фигурира искането за признаване на независими профсъюзи, освобождаване на политическите затворници и отмяна на цензурата. Както отбелязва А. Чубински, стачните действия не само имат широк обхват, но придобиват и политически характер.